# John Bigham, 1:e viscount Mersey
John Charles Bigham, 1:e viscount Mersey, född 3 augusti 1840 i Liverpool, död 3 september 1929, var en brittisk jurist och politiker. 
Efter en tidig framgång som advokat och en mindre lyckad karriär som politiker, utnämndes han till domare och behandlade som sådan främst ärenden kring handelsrätt.